# Station Le Méridien
Station Le Méridien is een spoorwegstation aan de spoorlijn Lyon-Saint-Paul - Montbrison. Het ligt in de Franse gemeente Charbonnières-les-Bains in het departement Rhône (Auvergne-Rhône-Alpes).

## Geschiedenis
Het station is op 17 januari 1876 geopend, na de verlenging van de spoorlijn tussen L'Arbesle en Sain-Bel naar Station Lyon-Saint-Paul.
In 2010 en 2011 werd het station gemoderniseerd, vanwege de komst van de Tram-Train van Lyon.

## Ligging
Het station ligt op kilometerpunt 7,362 van de spoorlijn Lyon-Saint-Paul - Montbrison.

## Diensten
Het station wordt aangedaan door treinen van TER Rhône-Alpes tussen Lyon-Saint-Paul - Sain-Bel. Deze verbinding valt onder het project Tram-Train van Lyon.

### Vorige en volgende stations
| Richting | Vorig station           | Verbinding                            | Volgend station | Richting        |
| -------- | ----------------------- | ------------------------------------- | --------------- | --------------- |
| Sain-Bel | Charbonnières-les-Bains | TER Rhône-Alpes (Tram-Train van Lyon) | Tassin          | Lyon-Saint-Paul |